# Gran recesión en África
Como resultado directo de la Recesión del 2000, algunas economías de África se vieron afectadas por la reducción de la demanda mundial y los menores precios de las materias primas, tales como el petróleo, platino, níquel, oro y cobre. Sudáfrica fue el primer país africano en caer en recesión. Otros países como Marruecos y Egipto, se beneficiaron de su anterior crecimiento económico máximo,  y experimentaron un gran descenso debido a la crisis económica global sin caer en recesión.

## Sudáfrica
El servicio de "Moody's Investors" consta en controlar las corporaciones, las instituciones financiadas, transportación, telecomunicaciones, etc. El 7 de julio del 2008 advirtió que Sudáfrica podría caer en una recesión por el cambio de año. Por esto Moody citó la escasez de electricidad, altas tasas de interés, inflación en alza, un mercado de la vivienda y la caída de indicadores de confianza empresarial y deprecio al consumidor más bajos. El crecimiento en el producto interno bruto real de Sudáfrica en el primer trimestre del 2008 se redujo al 0,39%. IPCX, la política monetaria medida meta de inflación, subió un 10,9% sobre una base año tras año, en mayo, su nivel más alto desde noviembre del 2002. "South Africa's National Treasury" criticó la declaración de Moody. Añadió que el gobierno puede proceder a reducir su pronóstico de crecimiento del 4 por ciento para el año siguiente, el crecimiento del 5,1% en 2007. Las ventas de automóviles en Sudáfrica han caído un 22 por ciento anual en junio debido a las mayores tasas de interés.